# Le Champion de ces dames
Pour plus de détails, voir Fiche technique et Distribution.
Le Champion de ces dames est un film franco-belge réalisé par René Jayet, sorti en 1936.

## Fiche technique
- Titre : Le Champion de ces dames
- Autre titre : L'Avant de ces dames
- Réalisation : René Jayet
- Scénario : Noël Renard, d'après la pièce d'André Heuzé et Pierre Veber
- Photographie : Georges Asselin et Maurice Delattre
- Décors : Fernand Delattre
- Montage : René Jayet
- Musique : Jane Bos
- Sociétés de production : Agence centrale cinématographique - Les Exclusivités artistiques
- Pays de production :  France,  Belgique
- Format :  Noir et blanc - 1,37:1 - 35 mm - son mono
- Genre : Comédie
- Durée : 82 minutes
- Date de sortie : 
  - France : 1936

## Distribution
- Roger Tréville : Ferdinand
- Darman : Namour
- Simone Cerdan : Henriette
- Simone Héliard : Youyoute
- Alice Tissot : Mme Patterson
- Hubert Daix : Patterson
- Jean Dumontier : Candol